# Nyugat-Tasmania nemzeti parkjai
Nyugat-Tasmania nemzeti parkjai világörökségi helyszínt alkotnak az ausztráliai Tasmaniában.
A zóna egyike a legnagyobb védett övezeteknek Ausztráliában, területe 15 800 km². Az 1989-es, valamint 2013-as kiterjesztést követően csaknem 20%-át fedi le Tasmaniának. A világ egyik utolsó kiterjedt mérsékelt övi vadonja, amely magában foglalja a South West Nemzeti Parkot.
Parkok és védett területek egész hálózata, komoly eljegesedésen átment meredek hegyszorosokkal. A környék mészkőbarlangjaiban 20 000 évnél idősebb emberi maradványokat találtak.
Az Abbott-kormány 2014-ben kezdeményezte, hogy a nyugat-tasmaniai nemzeti parkokat távolítsák el a világörökségi helyszínek közül, lehetőséget teremtve ezzel a védett területen belüli fakitermelésre. Ez lett volna az első eset, hogy egy fejlett ország gazdasági célok miatt lemond a világörökségi címről. A Világörökségi Bizottság 2014 júniusában a katari Dohában tartott ülésszakán elutasította a kezdeményezést.  Az Abbott-kormány azt állítja, hogy tiszteletben tartja a testület döntését. Egyéb ellentmondásos környezeti jellegű projektjei is voltak a kormánynak, köztük a Nagy Korallzátony kotrására vonatkozóak.

## Nemzeti parkok
Az alábbi parkok és védett területek tartoznak Nyugat-Tasmania nemzeti parkjai közé:
- Central Plateau Védett Terület
- Cradle Mountain-Lake St Clair Nemzeti Park
- Devils Gullet Védett Terület
- Franklin-Gordon Wild Rivers Nemzeti Park

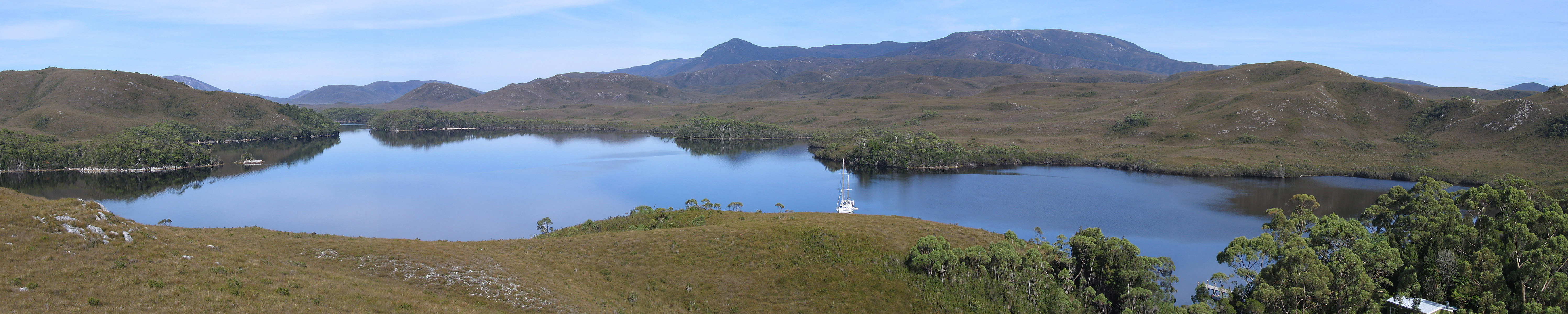
A Bathurst Harbour, Délnyugat-Tasmania

A Lake Pedder a Mount Elizáról, Southwest Nemzeti Park

- Hartz Mountains Nemzeti Park
- Mole Creek Karst Nemzeti Park
- South East Mutton Madársziget
- Southwest Nemzeti Park
- Walls of Jerusalem Nemzeti Park
- Mt Field Nemzeti Park

## Külső hivatkozások (angol nyelven)
- Tasmanian Wilderness a Department of Sustainability, Environment, Water, Population and Communities honlapján
- Tasmaniai parkok és vadvilág
- A helyszín az UNESCO-listán
- Tasmanian Wilderness World Heritage values
- Tasmanian Wilderness more information

## Fordítás
- Ez a szócikk részben vagy egészben a Tasmanian Wilderness World Heritage Area című angol Wikipédia-szócikk ezen változatának fordításán alapul.  Az eredeti cikk szerkesztőit annak laptörténete sorolja fel. Ez a jelzés csupán a megfogalmazás eredetét és a szerzői jogokat jelzi, nem szolgál a cikkben szereplő információk forrásmegjelöléseként.